# Calceolaria pedunculata
Calceolaria pedunculata är en toffelblomsväxtart. Calceolaria pedunculata ingår i släktet toffelblommor, och familjen toffelblomsväxter.

## Underarter
Arten delas in i följande underarter:
- C. p. pedunculata
- C. p. sumacensis